# Kalophrynus honbaensis
Kalophrynus honbaensis é uma espécie de anfíbio anuro da família Microhylidae. Está presente no Vietname. A UICN classificou-a como vulnerável.